# Mesoplia guedesi
Mesoplia guedesi là một loài Hymenoptera trong họ Apidae. Loài này được Ducke mô tả khoa học năm 1902.